# Bietul Apollo
Who Mourns for Adonais? este un episod din sezonul al II-lea al Star Trek: Seria originală care a avut premiera la 22 septembrie 1967.

## Prezentare
Membrii echipajului navei Enterprise sunt ținuți prizonieri de un extraterestru care pretinde a fi zeul grec Apollo.

## Sinopsis
La data stelară 3468.1, nava spațială USS Enterprise, sub comanda căpitanului James T. Kirk, se află în misiune de cercetare pe orbită în jurul planetei de clasă M Pollux IV. Deodată o mână gigantică apare din vid și prinde nava pe care o imobilizează. Kirk încearcă să-și elibereze nava folosind motoarele de impuls, dar fără niciun rezultat.